# Guus Rijnders
Guus Rijnders (* 13. Februar 1964 in Lichtenvoorde) ist ein niederländischer Physiker.
Rijnders studierte an der Höheren Technischen Schule (HTS) Enschede mit dem Master-Abschluss (Doctoraal-Examen) 1986, war nach Militärdienst ab 1988 Forschungsingenieur an der Universität Twente, an der er 2001 bei Horst Rogalla promovierte (Dissertation: The initial growth of complex oxides: study and manipulation). Danach war er Assistenzprofessor an der Universität Twente mit voller Professur ab 2010 in der Abteilung anorganische Materialwissenschaften, der er seit 2011 vorstand.
Er befasst sich mit komplexen (nanostrukturierten) Materialien für elektronische Geräte, der Verbindung von Eigenschaften und Struktur bei diesen Materialien und der Herstellung über PLD (Pulsed Laser Deposition), ein Gebiet, auf dem er ein Pionier ist. Dazu zählen dünne Filme keramischer Oxide mit ferromagnetischen, ferroelektrischen und piezoelektrischen Eigenschaften.
2018 erhielt er den Julius-Springer-Preis für angewandte Physik.